# 고창 도암서원
도암서원(道巖書院)은 전북특별자치도 고창군 공음면 칠암리에 있다. 2005년 6월 17일 고창군의 향토문화유산 제7호로 지정되었다.

## 지정 사유
도암서원은 경사지에 외삼문-강당-내삼문-도암사가 차례대로 자리하고 있다. 즉 강당인 영모당을 중심으로하는 강학영역이 전면에 있고, 영모당 김질을 주벽으로 은송당 기경철과 현무재 김익철을 배향하고있는 사우(도암사)가 높게 뒤에 위치하는 전학후묘(前學後廟)의 배치구성을 하였다. 이와 같은 배치 구성은 경사지에 입지한 서원의 일반적인 구성이다.